# Hatfield (Australie)
Pour les articles homonymes, voir Hatfield.
Hatfield est une localité australienne située dans la zone d'administration locale du comté de Balranald, dans la région de la Riverina en Nouvelle-Galles du Sud.
En 2016, la population s'élevait à 11 habitants.